# إنجبورج هالستين
إنجبورج هالشتاين (ولدت يوم 23 ماي 1936) وهي مغنية سوبرانو ألمانية، اشتهرت بصوتها النقي والامكانيات الصوتية الجيدة . كانت لديها مهنة كمغنية ضيفة في دور الأوبرا في أوروبا وكانت عضوًا في أوبرا ولاية بافاريا من عام 1961 إلى عام1973  كانت  لديها ادوار مميزة أبرزها في فيلم ملكة الليل في موزارت دي زوبارفلوت و زربينيتا في اريادن اوف ناكوس مع ريشاؤد ستراوس

## روابط خارجية
- إنجبورج هالستين في قاعدة بيانات الأفلام على الإنترنت
- Hallstein (Polanski), Ingeborg Munich University
- Vinyl Divas Hallstein Tribute Gallery